# Max Romeo
Max Romeo, batizado Maxwell Livingston Smith, (Saint Ann, 22 de Novembro de 1947 – Saint Andrew, 11 de abril de 2025) foi um cantor, compositor jamaicano de reggae que fez bastante sucesso em seu país natal, e no Reino Unido.
Romeo foi responsável por criar um sub-gênero do reggae, denominado lyrics, onde eram cantadas as músicas com três vozes, dando uma conotação vocal mais elaborada nas mesmas.
Lançou o sucesso Wet Dream.

## Carreira
Saiu de casa com apenas 14 anos, onde foi trabalhar em uma plantação de cana de açúcar em um condado da Jamaica chamado  Clarendon Parish, mais precisamente no sistema de irrigação das plantações, onde começava a cantarolar para que o tempo passasse.
Em 1965 juntou-se com Kenneth Knight e Lloyd Shakespeare formando um trio denominado The Emotions, também nessa época trabalhou como auxiliar de gravações para a gravadora Ken Lack's Caltone label. O grupo não obteve tanto sucesso em suas apresentações, Mas Lack ofereceu uma oportunidade para acompanhar o cantor Smith, onde começaram a compor no mesmo dia.
Em 1966, o grupo lançou sua primeira canção, pela própria Lack Records, "(Buy You) A Rainbow".
Em 1968, Romeo mudou-se para o Reino Unido, onde escreveu diversas canções novas para um álbum de Derrick Morgan, "Hold You Jack".
Retornou para a jamaica em 1970, trazendo novas influências para o que seria de fato a origem do Reggae

## Discografia
A discografia de Max Romeo:

### Álbuns
- A Dream (1969) Trojan
- Let The Power Fall (1971) Dynamic
- Every Man Ought To Know (1974) Impact!
- Revelation Time (1975) Black World
- War Ina Babylon (1976) Island
- Reconstruction (1977) Island
- Rondos (1980) King Kong
- Holding Out My Love to You (1981) Shanachie
- I Love My Music (1982) Wackies
- Mek-Wi-Rock (1983) Woorell Records
- Freedom Street (1984) Island In The Sun
- One Horse Race (1985) Island In The Sun
- Transition (1988) Rohit
- Fari - Captain of My Ship (1992) Jah Shaka
- On The Beach ‎(1992) Esoldun
- Cross or the Gun (1995) Tappa Zukie
- Dub Salute 4 (1995) Jah Shaka Music
- Our Rights (1995) Jah Shaka
- Sings Hits of Bob Marley (1995) Unity, Jet Star Records
- Selassie I Forever (1998) Mafia & Fluxy
- Love Message (1999) Warriors
- Something is Wrong (1999) Warriors
- In This Time (1999) Satta Records
- On The Beach (2000) Culture Press
- A Little Time For Jah ‎(2003) Mediacom
- Crazy World Of Dub (2005) Jamaican Recordings
- Best of ‎(2008) Mediacom
- Horror Zone (2016) Nu Roots Records
- Pocomania Songs (2006) Ariwa Sounds

### Compilações
- Max Romeo Meets Owen Gray At King Tubby's Studio (1984) Culture Press (with Owen Gray)
- Max Romeo and the Upsetters (1989)
- Wet Dream (1993) Crocodisc
- McCabee Version (1995) Sonic Sounds
- Open The Iron Gate (1999) Blood & Fire
- The Many Moods of Max Romeo (1999) Jamaican Gold
- Pray For Me: The Best of Max Romeo 1967-73 (2000) Trojan Records
- Perilous Times (2000) Charmax
- On The Beach (2001) Culture Press
- The Coming of Jah (2002) Trojan
- Ultimate Collection (2003) (compiled by David Katz)
- Holy Zion (2003) Burning Bush
- Wet Dream: The Best of Max Romeo (2004) Trojan
- Crazy World of Dub (2005) Jamaican Recordings